# Changning (köpinghuvudort i Kina, Qinghai Sheng, lat 36,83, long 101,74)
Changning (kinesiska: 长宁, 长宁镇) är en köpinghuvudort i Kina. Den ligger i provinsen Qinghai, i den nordvästra delen av landet, omkring 22 kilometer norr om provinshuvudstaden Xining. Antalet invånare är 39 237. Befolkningen består av 18 883 kvinnor och 20 354 män. Barn under 15 år utgör 20,0 %, vuxna 15-64 år 73 %, och äldre över 65 år 5,0 %.
Runt Changning är det mycket tätbefolkat, med 1 956 invånare per kvadratkilometer. Närmaste större samhälle är Qiaotou, 13,1 km nordväst om Changning. Trakten runt Changning består i huvudsak av gräsmarker.
Genomsnittlig årsnederbörd är 518 millimeter. Den regnigaste månaden är juli, med i genomsnitt 138 mm nederbörd, och den torraste är januari, med 2 mm nederbörd.